# Sovetsk
För andra betydelser, se Sovetsk (olika betydelser).
Sovetsk, fram till 1946 benämnd Tilsit, är en stad vid floden Njemen i Kaliningrad oblast i Ryssland med cirka 41 000 invånare.

## Historia
Sovetsk hette fram till 1946 Tilsit och var då en del av Ostpreussen. 
Tilsits historia börjar med Tyska orden, som uppförde fästningen Burg Tilsit 1406-1409. Snart tillkom en bosättning vid fästningen, som från slutet av 1400-talet utvecklades till ett ekonomiskt centrum i regionen. 1552 fick Tilsit stadsrättigheter av hertig Albrekt av Preussen. Under sjuårskriget 1758-1762 ockuperades staden av ryska trupper, men klarade sig oförstörd under kriget liksom under de franska truppernas genomfart av staden på deras fälttåg mot Ryssland 1807. Samma år slöts freden i Tilsit mellan Frankrike, Ryssland och Preussen. 
Under 1800- och 1900-talet fanns här ett antal litauiska förbund, då regionen hade en stor litauisk minoritet. Fram till 1914 växte Tilsit och fick en betydande träindustri och en vida känd osttillverkning. Osten Tilsiter uppfanns av schweiziska immigranter i Tilsit. Den har kopierats allmänt och tillverkas över hela Tyskland. 1832 byggdes vägen till Königsberg, idag Kaliningrad. 1865 följde anslutning till järnvägsnätet. Under första världskriget ockuperades staden under två månader av ryska trupper.
Slutet för Tilsit som tysk stad kom i och med andra världskriget. Under 1943 utsattes staden för de första bombanfallen och fram till juli 1944 följde svåra bombningar av staden. Under oktober 1944 närmade sig fronten och staden förklarades som frontstad och befolkningen evakuerades. Staden blev en del av exklaven Kaliningrad oblast som en följd av Potsdamavtalet 1945. Områdets militära betydelse gjorde att staden och dess närområde blev tillslutet. Den kvarvarande tyska befolkningen fördrevs. Istället flyttade ryssar och vitryssar in i Sovetsk.
När Sovjetunionen föll samman blev Sovetsk gränsstad till Litauen. Det innebar också att de militära restriktionerna försvann och åter kunde civila besöka området.

## Personligheter
- Armin Mueller-Stahl
- John Kay (Steppenwolf)
- Edgar Froese
- Wilhelm Voigt (Kaptenen i Köpenick)
- Gustaf Kossinna
- Paul Baumgarten, arkitekt
- Hans Victor von Unruh, politiker